# Mercey-le-Grand
Antiguamente denominada Grand Mercey;  Mercey-le-Grand  es una población y comuna francesa, en la región de Franco Condado, departamento de Doubs, en el distrito de Besançon y cantón de Audeux. Hubo un tiempo en el que Cottier: Courtiere, Cottiers le estaba unida.

## Demografía
| 226 | 207 | 213 | 338 | 366 | 452 |
| Para los censos de 1962 a 1999 la población legal corresponde a la población sin duplicidades (Fuente: INSEE [Consultar]) |     |     |     |     |     |

Los resultados del censo de 2007 quedaron como sigue.
- La población era de: 452 personas con 48'1% de hombres y un 50'9% de mujeres.
- El número de solteros ascendía a 26,9% de la población.
- Las parejas casadas representaban el 60,9% de la población.
- En la comuna de Mercey-le-Grand los divorcios representaban el 6,2% de la población.
- El número de viudas era de 5,9% en Mercey le Grand.[3]

## Información geográfica
| Información geográfica | Datos                     |
| ---------------------- | ------------------------- |
| Comuna                 | Mercey-le-Grand           |
| Código Insee           | 25374                     |
| Código Postal          | 25410                     |
| Latitud                | 47.2180060                |
| Longitud               | 5.7397930                 |
| Altitud                | De 229 a 302 metros       |
| Superficie             | 6.56 km²                  |
| Population             | 449 habitants             |
| Densidad               | 68 habitants/km²          |
| Prefectura             | Besançon (a 27 km, 32 mn) |
| Departamento           | Doubs                     |
| Región                 | Franche-Comté             |

## Economía y sociedad
Los datos económicos de Mercey-le-Grand:
- La tasa de paro en 2007 era del 6,9% y en 1999 era del 3'6%.
- Los jubilados y pre-jubilados representaban el 15% de la población en 2007 y el 15'8% en 1999.
- Los activos se contaban en un 78'4% en 2007 y en un 69'6% en 1999.[3]

## Lugares y monumentos
Iglesia San Martín, Calvaire.
La iglesia, bajo el nombre de Santo Martín fue edificada por primera vez en el siglo XII, y reconstruida en siglo XIII. Ha sido retocada muchas veces, sobre todo en el 1576 y 1621.
El campanario data del siglo XIII pero fue alzado en una planta en el 1576.
El elemento original de la iglesia es su frontal cuyas vigas, que imitan al roble macizo reposan sobre un muro de piedras.